# Pražská čára

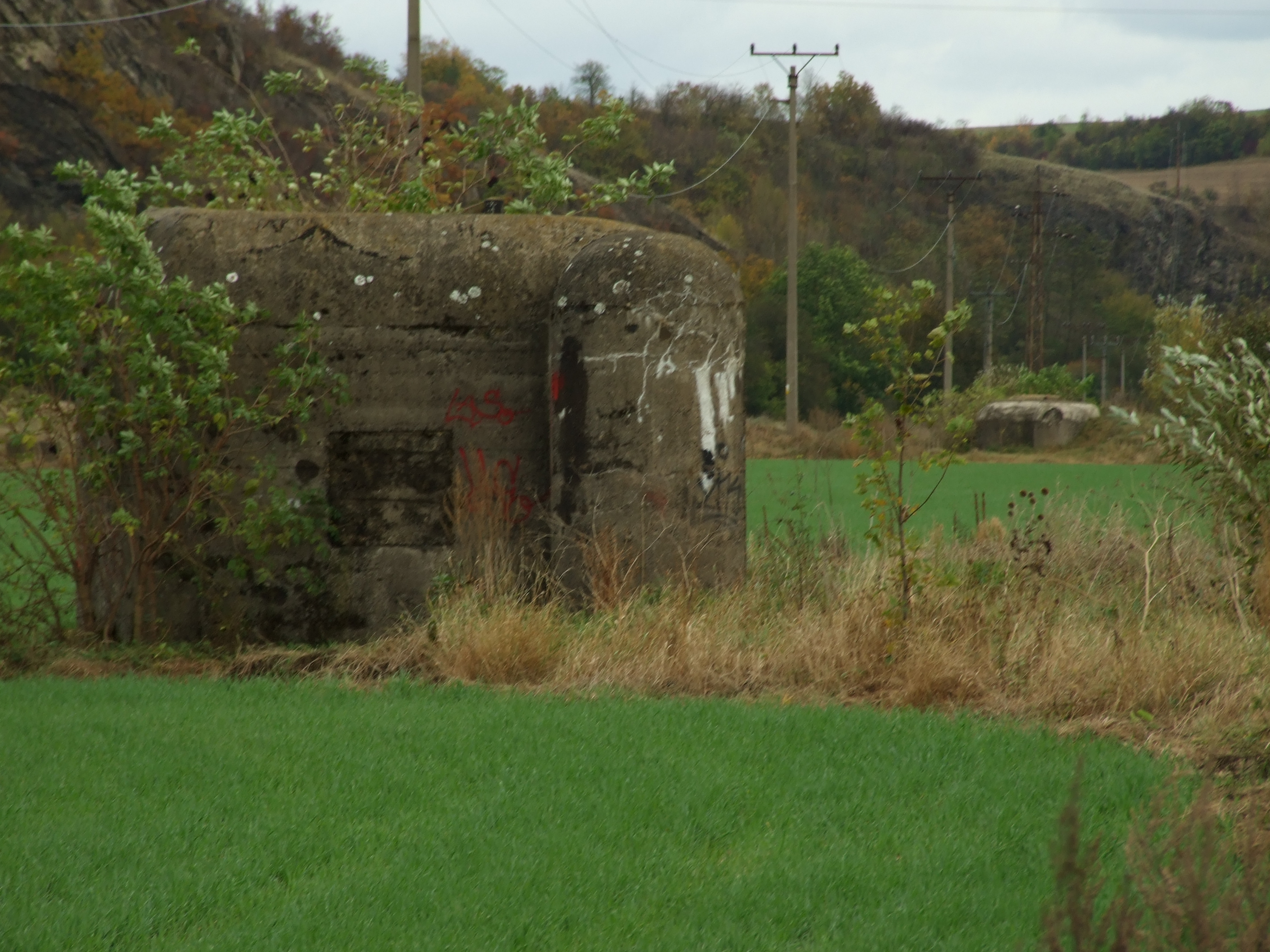
Opevnění poblíž Berouna v údolí řeky Berounky

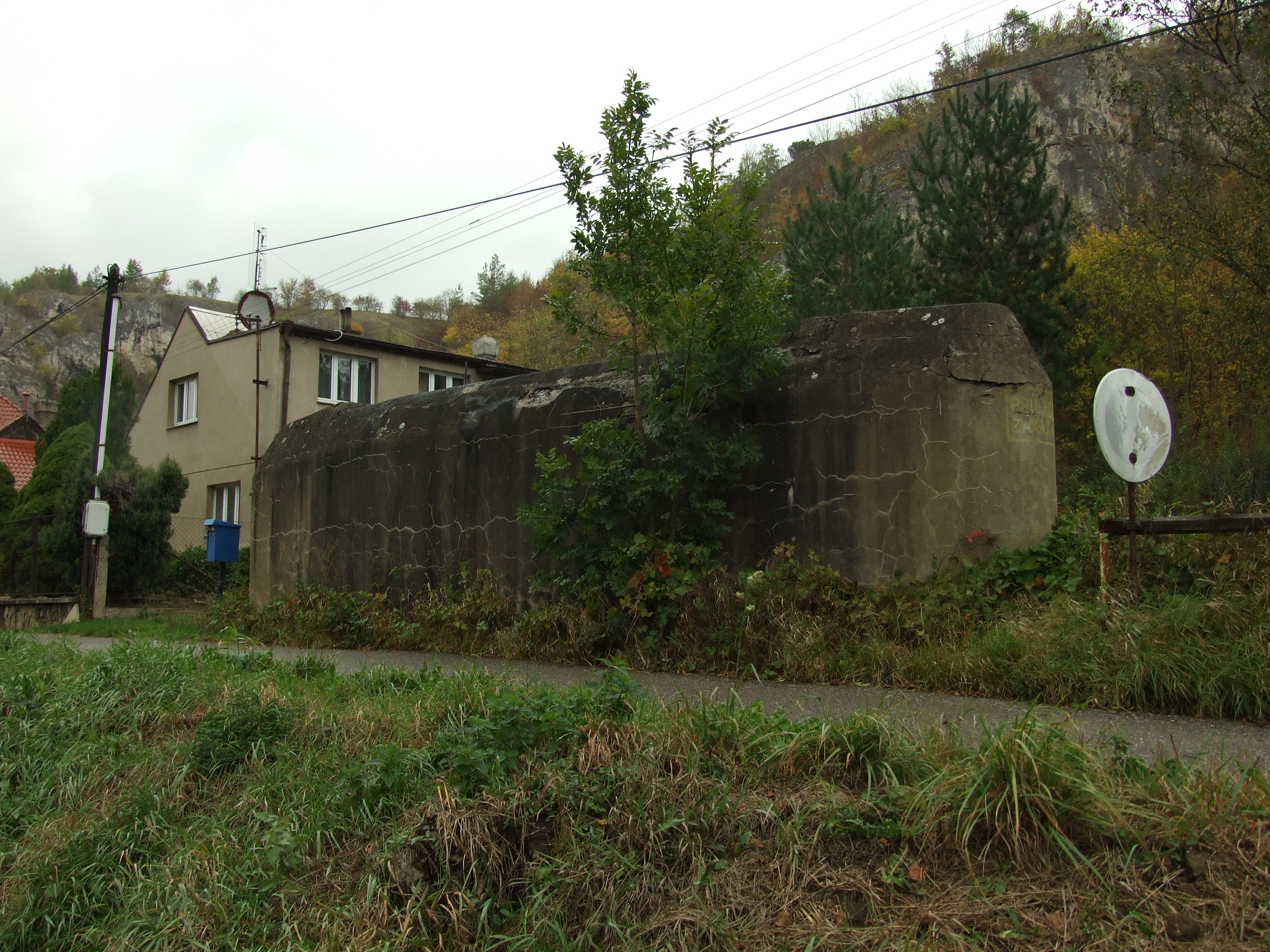
Dochovaný bunkr v Srbsku u Berouna

Pražská čára (nebo také tzv. vnější obrana Prahy, zkráceně VOP) je označení pro linii opevnění postaveného v druhé polovině 30. let 20. století okolo Prahy. Tato linie opevnění začínala na soutoku řek Labe a Vltavy u Mělníka, pokračovala okolo měst Slaný, Smečno, Kladno, Beroun, Mníšek pod Brdy a končila u obce Slapy, kde měla navazovat na Vltavskou linii opevnění.

## Výstavba linie
Hlavním úkolem Pražské čáry bylo zpomalit postup nepřítele na Prahu a neumožnit mu její přímé dělostřelecké bombardování. Stavba této linie se rozeběhla v srpnu roku 1936. Nejprve zde byly vystavěny pevnůstky LO vzor 36 a od roku 1937 i LO vzor 37. V oblasti okolo města Velvary bylo vytyčeno 5 samostatných pěších srubů těžkého opevnění. K jejich stavbě ale již nedošlo. Celkem bylo na Pražské čáře postaveno 77 objektů vzoru 36 a 753 objektů vzoru 37. K dokončení linie zbývalo postavit ještě 24 pevnůstek.[zdroj?]
Během mobilizace v září 1938 byla Pražská čára obsazena jednotkami tzv. Velitelství okrsku Praha (vzniklo z mírové 1. divize), které patřilo do sestavy Hraničního pásma XI (spadající pod velení 1. armády).[zdroj?]

## Osud linie po okupaci Československa
Po zabrání Československa nacistickým Německem v roce 1939 bylo rozhodnuto o likvidaci těchto pevnůstek z důvodu zabránění jejich použití v případném vojenském povstání. Objekty byly naplněny trhavinou a odstřeleny. Pevnůstky, které nešlo odstřelit kvůli jejich blízkosti k důležitým civilním objektům byly znehodnoceny vyplněním kameny prolitými betonem. Vchod i střílny objektů byly zabetonovány. Do současnosti se dochoval pouze jediný objekt vz. 36 a 36 objektů vz. 37.[zdroj?]

## Současný stav
Poměrně zachovalé objekty lze nalézt v úseku B-6 Beroun a B-7 mezi obcemi Nižbor a Srbsko podél řeky Berounky. Na Pražské čáře je v provozu také několik pevnostních muzeí. Pravidelně své brány otevírají muzea v Sazené, Smečně, Bratronicích, Doksech, Berouně a v Karlštejně.[zdroj?]